# Kontron
Kontron est une entreprise allemande qui faisait partie de l'indice TecDAX.